# Стафорд (Канзас)
Стафорд (енгл. Stafford) град је у америчкој савезној држави Канзас.

## Демографија
По попису из 2010. године број становника је 1.042, што је 119 (-10,2%) становника мање него 2000. године.
| Група             | 2000.         | 2010.       |
| Белци             | 1.099 (94,7%) | 952 (91,4%) |
| Афроамериканци    | 1 (0,1%)      | 8 (0,8%)    |
| Азијати           | 0 (0,0%)      | 1 (0,1%)    |
| Хиспаноамериканци | 41 (3,5%)     | 61 (5,9%)   |
| Укупно            | 1.161         | 1.042       |